# Am Faochagach
Der Am Faochagach ist ein als Munro und Marilyn eingestufter, 953 m (3.127 ft) hoher Berg in den schottischen Highlands. Sein gälischer Name kann in etwa mit Platz der Muscheln übersetzt werden. Auf älteren Karten war der Berg als Am Fraochagach verzeichnet, was als Platz der Heide übersetzt werden kann und der lokalen Vegetation entspricht. Die Solifluktionsstufen auf der Ostseite des Am Faochagach, die dieser Seite ein rippenförmiges Erscheinungsbild, mit Muschelrippen vergleichbar, verleihen, lassen auch die erstere Namensherkunft plausibel erscheinen. Er liegt in den Northwest Highlands, gut 50 Kilometer nordwestlich von Inverness und etwa 20 Kilometer südöstlich von Ullapool.
Von der westlich liegenden Berggruppe der „Deargs“ um den 1.084 m (3.556 ft) hohen Beinn Dearg ist der Strathvaich Forest, dessen höchste Erhebung der Am Faochagach ist, durch das breite, glazial geprägte Tal des Allt Làir, das Coire Làir getrennt. Die Berge im Strathvaich Forest sind überwiegend runde Kuppen, die nur an wenigen Stellen felsig geprägt sind. Der Am Faochagach ist der höchste Punkte eines langen und breiten Bergrückens, der sich vom Süden des Strathvaich Forest mit dem 666 m (2.185 ft) hohen  Meall Coire nan Laogh beginnend über gut sieben Kilometer mit diversen breiten und runden Bergkuppen zunächst nach Nordosten und dann nach Norden zieht. Der wenig auffällige Gipfel des Am Faochagach ist durch zwei Cairns markiert und liegt kurz vor dem nördlichen Ende des Bergrückens, das vom 881 m (2.890 ft) hohen Vorgipfel Meallan Bàn gebildet wird. Fast überall fällt der breite Rücken moderat mit Gras- und Heideflächen nach beiden Seiten ab. Zum Coire Làir hin besitzt er jedoch auch steilere und felsdurchsetzte Flanken. Die Gipfelkuppe des Am Faochagach besitzt nach Südosten hin einige steilere und schrofige Partien. Mit dem 885 m (2.904 ft) hohen Meall Gorm ist ihr, etwas südlich des Gipfels vom Hauptgrat abzweigend, im Südosten ein weiterer Vorgipfel vorgelagert. Zwischen beiden liegt das Coire Gorm, das über mehrere Geländestufen in das Tal des Allt Glas Toll Beag übergeht, der schließlich in den östlich liegenden Loch Vaich im Strath Vaich mündet. Östlich des Hauptgipfels liegt mit dem Càrn Gorm-loch ein weiterer Vorgipfel, aufgrund seiner Höhe von 909 m (2.982 ft) als Corbett-Top eingestuft.

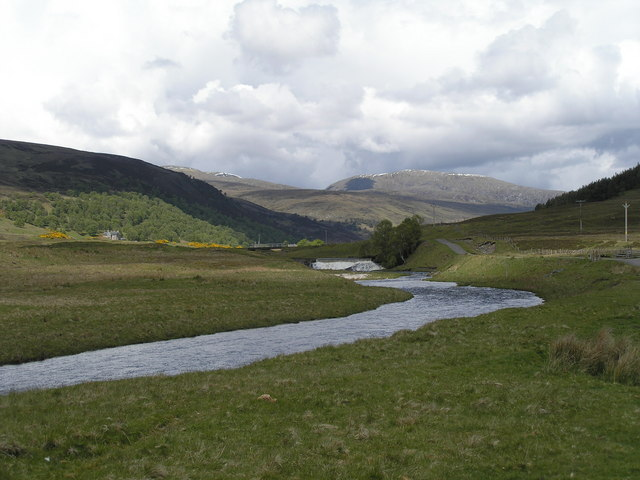
Blick aus dem südöstlich liegenden Strath Vaich zum Am Faochagach
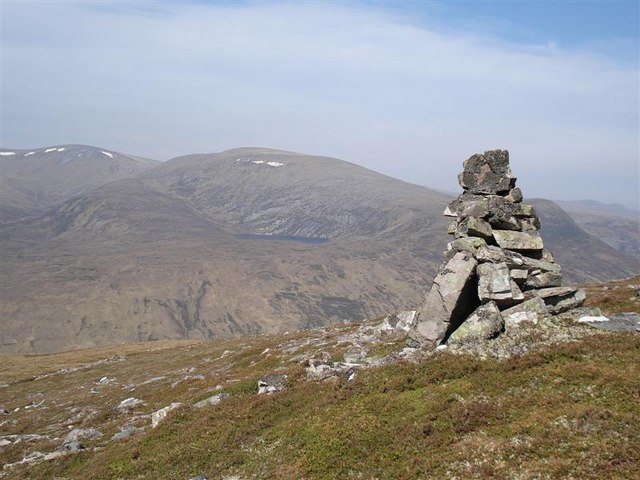
Blick vom östlich des Strath Vaich liegenden Beinn a’ Chaisteil zum Am Faochagach (links) und zum Càrn Gorm-loch (Mitte)
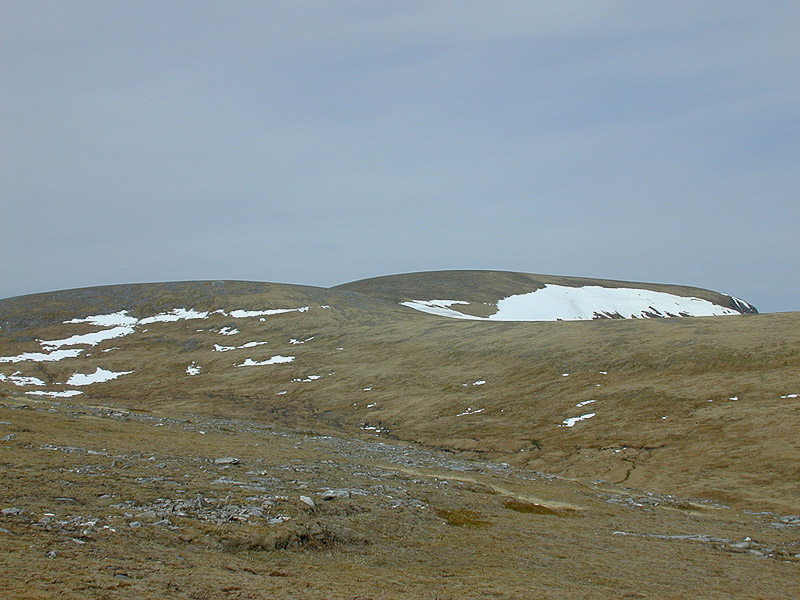
Auf dem breiten Gipfelgrat, Blick zur Gipfelkuppe des Am Faochagach von Süden
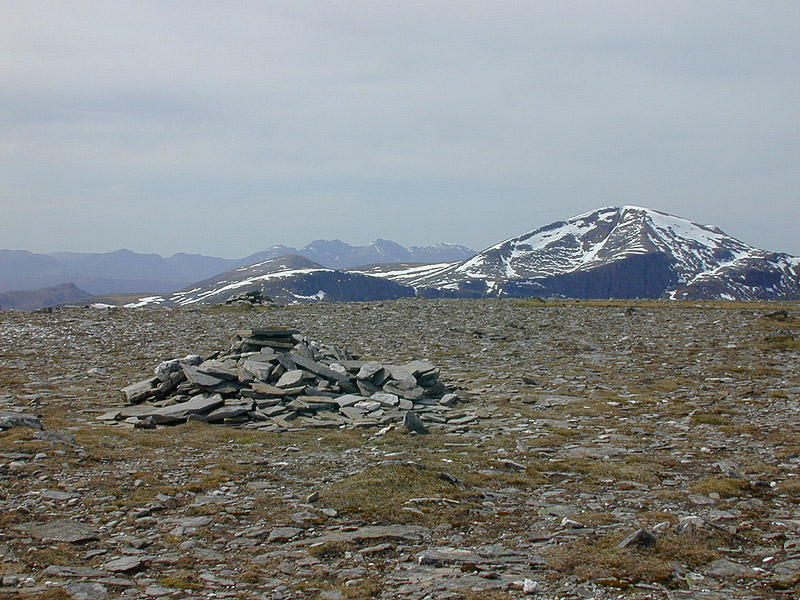
Der Gipfelbereich des Am Faochagach mit zwei Cairns, im Hintergrund der Beinn Dearg

Aufgrund seiner isolierten Lage, der weiten und weglosen Zustiege sowie seiner wenig markanten Erscheinung ist der Am Faochagach vor allem ein Ziel für Munro-Bagger. Üblicher Ausgangspunkt für eine Besteigung ist ein Parkplatz an der A835 bei der Torrandhu Bridge am Westende von Loch Glascarnoch. Von dort führt der Zustieg weglos und über sumpfiges Moorland noch Norden. Größte Herausforderung ist die Querung des Abhainn a’ Gharbhrain nordwestlich von Loch Glascarnoch. Der zum Am Faochagach führende Grat wird von Südwesten erreicht, über diverse flache Vorgipfel führt der Weg bis zum höchsten Punkt des Berges. Die vor allem bei Hochwasser gefährliche Flussquerung kann durch einen allerdings deutlich längeren Anmarsch entlang des Nordufers von Loch Glascarnoch vermieden werden. Ausgangspunkt ist hier der ebenfalls an der A835 liegende Staudamm am Ostende des Sees. Noch länger ist der Weg über den gesamten breiten Bergrücken, ausgehend von Strathvaich Lodge im südlichen Teil des Strath Vaich.